# Boda bruk
Boda bruk är en skogsegendom och tidigare järnbruk i Enångers socken, Gävleborgs län. 
Järnbruket, som hade sin storhetstid under förra hälften av 1800-talet, privilegierades 1770 som annex till Långvinds bruk och erhöll förnyade privilegier 1830. Boda bruk hade ursprungligen egen masugn, men den lades ned efter en tid och masugnen i Långvind fick betjäna båda bruken. År 1835 hade Boda bruk hade två stångjärnshammare och fyra härdar. Boda järnbruk lades ned i mitten av 1880-talet. År 1922 ägdes Boda bruk av disponent Helge Norén i Stockholm.
Vid Boda bruk finns numera Boda naturreservat.